# Rosario del Tala
Rosario del Tala – miasto w Argentynie, w prowincji Entre Ríos, stolica departamentu Tala.
Według danych szacunkowych na rok 2010 miejscowość liczyła 12 801 mieszkańców.